# زنان در بهار عربی

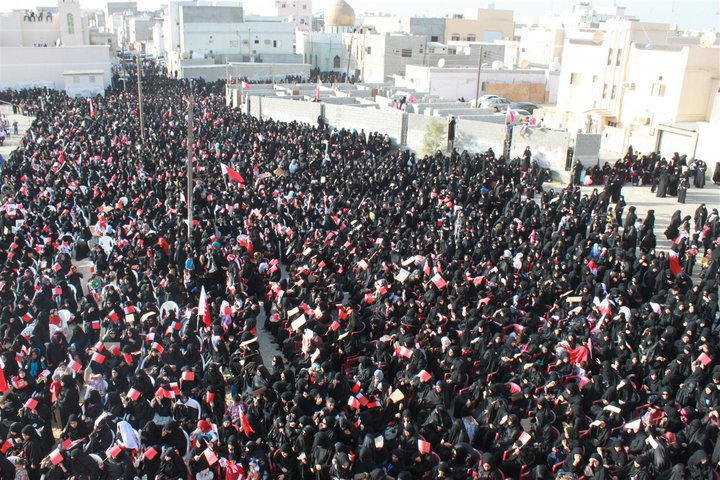
زنان در بهار عرب

زنان در بهار عرب (عربی: المرأة في الربيع العربي) نقش‌های مختلفی ایفا کرده‌اند ولی تأثیر این فعالیت‌ها روی حقوق زنان روشن نیست. بهار عرب با سلسله‌ای از تظاهرات، اعتراضات، جنگ علیه رژیم‌های استبدادی از تونس شروع و در مناطق زیادی از جهان عرب گسترش یافت که منجر به سقوط رؤسای دولتهای تونس، مصر، لیبی و یمن شد. بحرین شاهد تنش‌های مستمر اجتماعی گردید و اعتراضات در سوریه تبدیل به یک جنگ مسلحانه شد.

## نقش زنان
نقش زنان در بهار عرب از شرکت مستقیم در اعتراضات شروع و به رهبری و سازماندهی تظاهر کنندگان اعتلا یافت. زنان در جهان عرب با تبعیض مواجه و نقض حقوق‌شان مواجه هستند و بسیاری از فعالین امیدوارند که بهار عرب منجر به تأمین حقوق زنان شود ولیکن تأثیر این بهار عرب روی این موضوع هنوز در سطح این انتظارات نیست. ۶۰ درصد از جمعیت جهان عرب زیر ۳۰ سال هستند که بیش از ۵۰ درصد آن‌ها را زنان تشکیل می‌دهند. کشورهایی که در آن‌ها بهار عرب بوقوع پیوسته دارای سابقه ضعیفی در زمینه بسیاری از مسائل بین زنان و مردان هستند ولیکن بسیاری از این فاصله‌ها به عنوان مثال در زمینه آموزش و بهداشت و درمان کاهش پیدا کرده‌است.

## شرکت در سیاست
زنان سوری از همان ابتدا در نبرد علیه رژیم بشار اسد فعال بودند. آن‌ها در تظاهرات مسالمت آمیزی که در سال ۲۰۱۱ در شهر درعا واقع در جنوب سوریه براه افتاد شرکت داشتند، برخلاف سایر درگیری‌های مسلحانه مانند جنگ عراق یا درگیری‌های اسرائیل و فلسطین، زنان انقلابی در داخل و خارج سوریه در تلاش‌های انسانی نقش داشتند و برای آوارگان و مجروحین کمک‌های غذایی و دارویی تأمین می‌کردند.

## آموزش
کشورهای بهار عربی بعلاوه یمن شکاف بزرگی میان زن و مرد در امر آموزش و پرورش را تا حدود زیادی بسته‌اند. در این کشورها نسبت ورود زنان به مدارس و سوادآموزی بیشتر از کشورهای در حال توسعه دیگر است. در تونس، لیبی و سوریه، زنان بیشتر از مردان در دانشگاه‌ها حضور دارند. با وجود این سطح بالا از تحصیلات، مشارکت زنان در نیروی کار به دلیل هنجارهای فرهنگی هنوز کم است، در نتیجه بسیاری از زنان مجبور به پیروی از روش‌های سنتی و ماندن در خانه و سرپرستی فرزندانشان هستند. تمایل زنان در مناطق متمدن و طبقات متوسط رو به بالا این است که به فرصت‌های بیشتری برای خارج شدن از قوانین سنتی دست یابند.

## نقش اسلام
ساکنین کشورهای جهان عرب اکثراً مسلمان هستند و اسلام نقش مهمی در زندگی اجتماعی و سیاسی ایفا می‌کند. در اکثر این کشورها مسائل خانوادگی تحت نظر دادگاه‌های دینی و نه دادگاه‌های مدنی است. کشورهای بسیاری هستند که با توسل به دین، قوانین مربوط به سرپرستی که زن را ناقص‌العقل و متکی به شوهر یا نزدیکان مرد می‌داند را توجیه می‌کنند. تونس قبل از بهار عرب اسلام را به عنوان دین رسمی به‌رسمیت شناخت ولی از دهه‌های پنجاه و شصت قوانین این کشور بیشتر غیر مذهبی و تأییدکننده برخی از حقوق زنان بود.

## شرکت زنان در اعتراضات
زنان با شرکت فعال در اعتراضات در بهار عرب در تعدادی از کشورها کمک مؤثری به گسترش این اعتراضات کردند. این تظاهرات اساساً با مضمون آزادی طلبی و خلاصی از ظلم بود و ربط چندانی به مسائل دینی نداشت. بسیاری از فعالین در زمینه حقوق زنان امیدوارند که انقلابات منجر به افزایش دمکراسی و در نتیجه افزایش حقوق زنان بشود.